# 小山ゆうえんち

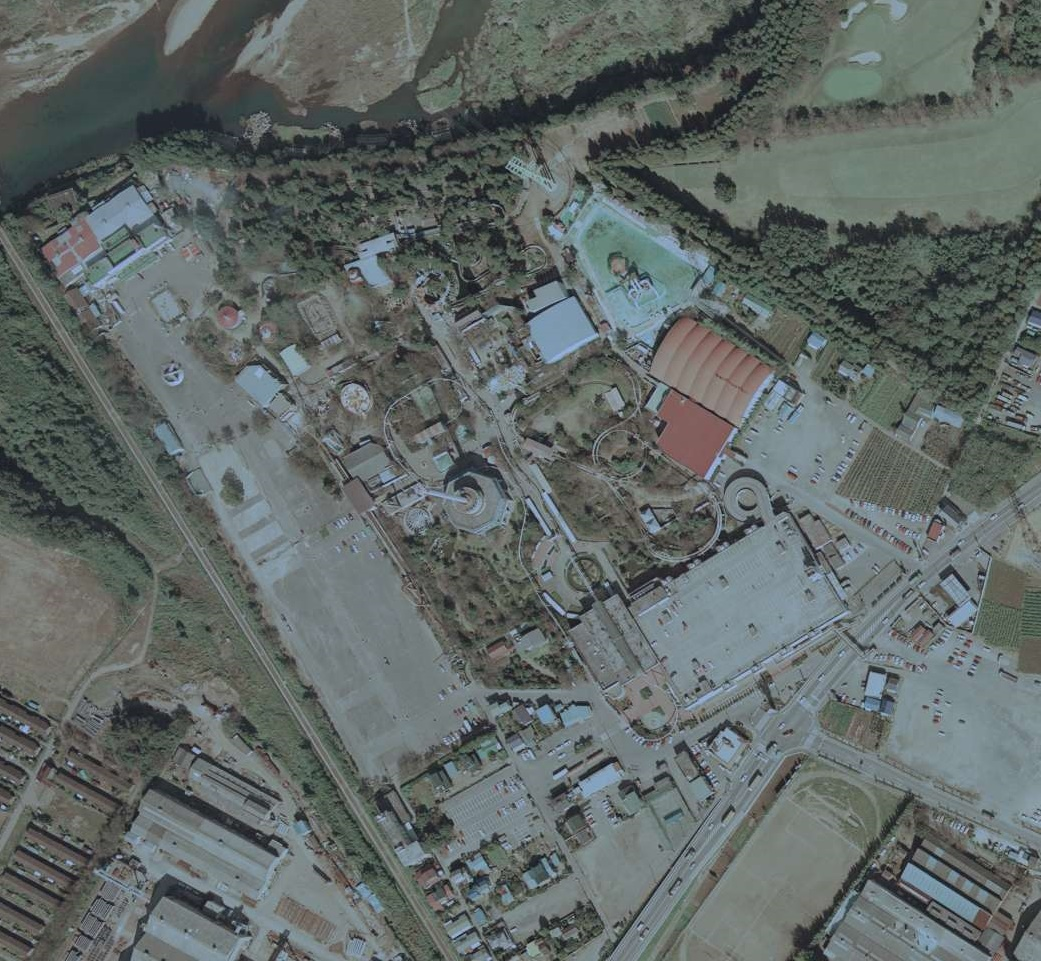
小山ゆうえんち（1986年）
出典：『国土交通省「国土画像情報（カラー空中写真）」（配布元：国土地理院地図・空中写真閲覧サービス）』

小山ゆうえんち（おやまゆうえんち）は、栃木県小山市喜沢にかつて存在した遊園地。1960年（昭和35年）5月に創業地に開園し、2005年（平成17年）2月6日に閉園した。

## 歴史
思川観光株式会社（※創業者・初代社長:林卯吉郎、1967年2月から二代目社長:林健太郎）による100パーセント出資、資本金4千万円で1964年8月1日開園。創業者は開園当初、創業地に「花の園」（通称:百花園）を開設して広く一般に公開をしていたところ、日本経済の好景気を背景に遊園地を開園するに至り、有限会社小山遊園地を起業して開園。当初の名称は「小山遊園地」だったが、1969年から「小山ゆうえんち」に改称。
1979年4月「ゴールドプラン2000」（西暦2000年を見据えた将来のための第一次五ヶ年開発プラン）により誘致・企画し遊園地施設の拡張ゾーンに併設した1979年4月13日ダイエー小山ゆうえんち店（SC・テナント併設）が開業。1980年3月、開園20周年を機会に『レインボーランド 小山ゆうえんち』の愛称を導入。『レインボーランド』の意味は、西暦2000年を目標とした園内の将来開発で7つのテーマゾーンを設定したことに由来する。
その後、バブル崩壊やレジャーの縮小化と多様化の影響もあり、1992年に遊園地運営会社と経営会社が連鎖倒産。晩年、1996年当時の開発規模は自社所有面積として約20万平方メートル（そのうち、開発済み所有面積は18万平方メートル）。
- 1960年 5月 - 創業者 林卯吉郎により花の園（通称：百花園）を創業地に開園。
- 1962年 4月 - 花の園（通称：百花園）に中・小規模遊具4機種（スカイバケットなど）を設置。
- 1964年 4月1日 - 有限会社 小山遊園地を創業。
- 1965年 4月 - 遊園地の運営会社を「思川観光株式会社」として新規会社を設立、初代社長に林卯吉郎が就任。規模は約22万平方メートル。
- 1965年 11月 - アイススケート場をオープン。ヘルスセンター部門を別会社として思川観光株式会社を設立。
- 1966年 4月 - ヘルスセンター小山をオープン（現.小山温泉 思川）。レストハウスを開設。催事館完成。
- 1966年 7月 - 国内初の複線式ジェットコースターを導入。ボウリング場（全24レーン）が完成。
- 1967年 2月 - 初代社長の林卯吉郎急逝に伴い、二代目社長に林健太郎が就任[1]。
- 1967年 6月 - スリラーカーなどの中・小規模遊具施設を新規設置、思川産業を設立（※建設請負専業別会社）。
- 1968年 4月 - 小山タワー（地上高120メートル、スイス ウィリービューラー社製、ストローク80メートル、建設費5億円）をオープン。タワービル完成。ウェディングプールが完成。
- 1969年 4月 - 小山遊園地の名称を『小山ゆうえんち』に改称。公式テーマソング（正式楽曲名「おやま!あれま!」を導入、CIロゴ「小山ゆうえんち」を導入）。
- 1970年 7月 - サボテン苑が完成。有限会社小山遊園地を思川観光株式会社が合併し、経営統合。
- 1972年 7月 - 海浜プールが完成。大型観覧車を新規導入。
- 1973年 8月 - 動物園開園。ダグラス DC-3をヘルスセンター小山前の記念撮影スポット付近に設置。
- 1975年 4月 - 回転ボートを新規導入。
- 1977年 4月 - 初の大型催事「昭和博覧会」開催。
- 1978年 4月 - 大型催事「のりもの博覧会」開催。
- 1979年 3月 - 不動産と遊戯機販売を目的とした思川企画株式会社を設立。
- 1979年 4月 - 「ゴールドプラン2000」に基づいた遊園地拡張用地に『ショッパーズプラザ』（株式会社ダイエー小山ゆうえんち店SC、ダイエーチェーン第160店目）を誘致・開業。
- 1979年 11月 - 日光市電工リンクを買収し、「屋内スケート場」として開設。
- 1980年 3月 - 開園20周年。16億円を投じて4つの新アトラクション（スーパートレイン、シャトルループなど）を導入し、『レインボーランド 小山ゆうえんち』の愛称を導入。
- 1980年 8月15日～23日 - レインボーフェスティバル'80開催（8月15日「ミュージックフェスティバル」、8月23日・24日「スカイフェスティバル」）。
- 1981年 10月 - 米国ナッツベリーファーム社と提携。兼松、KGエンタープライズ社と提携し外部レジャー企画開発に進出。
- 1982年 11月 - スポーツプラザ「アメリカンビレッジ」が完成、新規開設。
- 1984年 3月 - 株式会社小山ゆうえんちの資本規模を4千万円から3億円に増資。
- 1985年 3月 - ヘルスセンター小山を改修・リニューアルし、「ニューラドン温泉」オープン。
- 1986年 1月 - 周遊列車「弁慶号」(SL-C58型、軌間600ミリ、交流電源駆動式)を導入。
- 1986年 4月 - 防衛博'86を開催 (同年8月31日まで園内特設会場に自衛隊航空機などを展示)
- 1986年 7月 - ニューバイキング、スピントップの2機種を新規導入。
- 1987年 3月 - ニューメイズを新規導入。株式会社小山ゆうえんちの資本規模を4億8千万円に再増資。
- 1988年 7月 - ウォーターパーク（流水プール、ダイビングプール、競泳プール、子供プール、スピードスライダープール、スパイラルウォータースライダー、造波プール、室内プール、屋外ステージ）を新規開設。海洋水族館をオープン。スカイパラシュートを小山タワーに併設・新規設置。
- 1992年 - 思川観光株式会社と思川観光企画株式会社が共に倒産。
- 1998年 - 2000年4月まで一時休園を発表（※一時休園の間は社員による園内メンテナンスを実施）。
- 1999年12月末 - 宇都宮地裁による会社更生・管財が認可され、翌年から新生「小山ゆうえんち」の開園が許可される。
- 2000年 4月 - 新生会社「思川観光株式会社」による運営で「小山ゆうえんち」（※更生管財人:高井博司）がオープン。
- 2002年 1月 - 支援先の株式会社ダイエーが自社の経営改善と資源集中策で小山ゆうえんちの支援から撤退を表明。
- 2002年 8月 - ヘルスセンター小山を改築・改修して小山温泉 思川をオープン。
- 2005年 1月末 - 債権者集会で全事業を食品スーパーのヨークベニマルに譲渡する更生計画（第三次変更計画）を承認、宇都宮地裁により即日認可される。
- 2005年 2月6日 - 小山ゆうえんち営業終了、同日に施設を閉鎖。

※出典： 

### 1979年開業当時の「ダイエー小山ゆうえんち店SC」概要
- 開店日:1979年（昭和54年）4月13日
- 設計監理:大森一級建築士事務所、フジタ工業
- 施工:フジタ工業、若築建設
- 構造:鉄筋コンクリート造 地上二階建
- 敷地面積:20,862平方メートル
- 建築面積:11,548平方メートル
- 延床面積:22,164平方メートル
- 売場面積:16,381平方メートル（キーテナント<ダイエー1階・2階合計>9,725平方メートル、テナント<40店舗>4,108平方メートル、共有面積1,748平方メートル）
- 店舗構成:ダイエー1階「食料品と味のフロア」、専門店街1階「センスと味のフロア」、ダイエー2階「ファッションとレジャーのフロア」、専門店街2階「ゆとりの生活ジョイフルフロア」
- 専門店街規模:ダイエー管理店舗24店、思川観光管理店舗16店、3,442平方メートル（※共有面積を除く）
- 日商来客数:約16,000人/日（1979年度）
- 駐車場設置規模:第1から第4駐車場 合計3,000台
- 目標年商:72億円（初年度）

※出典：

### 経営危機
以後、堅実な経営を続けていたが、1992年に親会社である思川観光が倒産したため、遊園地も連鎖倒産した。当年のゆうえんち事業は黒字ではあったものの、倒産と共に銀行からの借り入れが困難になったために休園日を増やすなどして対応していたが、維持費を下げるために一部の施設を閉鎖したことが裏目に出てしまい、入園者が減少して経営はさらに厳しくなっていった。遊園地敷地内にテナントとして出店していたダイエーが経営支援に乗り出し、再建を目指したが2002年1月にはダイエー本体が経営危機のために支援から撤退してしまう。
このときにダイエーから支給されていた資金を元に敷地内に温泉を採掘して再建を目指すこととし、園内施設として開設済みだった「小山ヘルスセンター」を改修・増築する形で、2002年8月に日帰り入浴施設「小山温泉 思川」をオープンさせて収益力の強化を図った。しかし、2002年12月期から二期連続の赤字となり、「計画に基づく債務の弁済」が困難な見通しとなった。2004年頃には遊園地入場者数を温泉利用客が上回る状態となり、2004年3月には、温泉内に宿泊施設（ログハウス）が増築された。

### 閉園
2005年1月31日に開かれた債権者集会で、全事業を食品スーパーのヨークベニマルに譲渡する更生計画（第三次変更計画）を承認、宇都宮地裁により即日認可された。思川観光は譲渡代金で金融機関など10社に対する債務を一括弁済、更生手続きを終結させ2月末をもって会社を清算し、同時に既設の温泉施設と宿泊施設を含めた敷地と所有権を分離独立させ『小山温泉 思川』とした。経営権委譲後の2005年3月10日には小山ゆうえんちの閉園が正式に発表された（温泉施設などは運営を継続させる方針を示した）。また、敷地内にあったアルペン小山ゆうえんち店（※旧ダイエーDマート小山店）も2005年11月13日をもって閉店となり、小山ゆうえんちは2005年2月6日に営業を終了して閉鎖された。

### 閉園後
閉園後の跡地取得と再開発権利を有するザイマックス・プロパティーズの管理下で2005年3月下旬から「小山タワー」を始めとした園内遊戯施設は順次解体され、2006年春までに観覧車とメリーゴーラウンド（横浜ドリームランドからの譲渡物）以外の撤去を完了して更地となった。同年秋には大型商業施設「おやまゆうえんハーヴェストウォーク」の建設に着手。2007年3月に一部開業、7月に全面開業した。当初は残される予定だった観覧車も老朽化により解体されたため、遊園地時代の遊具で現存しているのはメリーゴーラウンドとティーカップ（※休憩用ベンチとしてリニューアル）のみである。これらの遊戯施設はハーヴェストウォークの管理下で現在も稼動を続けている。

## 主な施設
- 小山温泉 思川（※現在も営業継続中）
- 小山温泉 思川ログハウス（※現在も営業継続中）
- 小山打撃王
- 小山わんわんふれあいパラダイス（エリア名『ふれあい動物広場』）
- イチゴ狩り
- ウォーターパーク小山
- 小山ゆうえんち付属小山ペット総合学院
- わんぱく芝生広場
- 不思議の森
- 中央案内所（救護所、授乳室併設）
- エントランスお食事処「竹葉庵」（うな丼、かつ丼、定食メニューなどを提供）

※温泉施設、宿泊施設企画:思川企画株式会社
※温泉施設、宿泊施設設計・建設:大長崎建設株式会社

## 主なアトラクション
おもちゃ箱ランド
- 小山タワー[5]
- アマゾン下り[5]
- ウェーブスウィンガー
- 夢地獄体験館（お化け屋敷/小山海洋水族館1階を改修し開設）
- 小山海洋水族館[5]（旧1階：パノラマ水槽、チョーザメ水槽、ジャングル水槽、円筒水槽、トンネル水槽、回遊水槽、スナメリ水槽、角型水槽、箱型置水槽、集中制御コントロール室（展示室）、売店/2階：ショー用魚水槽、アマゾン水槽、箱型置水槽、亀型水槽、電気ウナギ水槽、円筒水槽/屋外：ペンギンランド、思川魚類水槽）
- 催事館（常設屋内イベント施設。レゴワールド、忍たま乱太郎3Dシアターなどを開催）
- スーパートレイン（モノレール）[5]
- 周遊列車弁慶号（※栃木県内の「道の駅 思川」に移設）
- 豆汽車[5]
- キディライド[5]
- ゴーカート[5]
- ココナッツランド[5]
- サークルボート
- ジャイアントホイール（観覧車、高さ60m）[5]
- シャトルループ[5]
- ジャングルマウス[5]
- スーパースイング[5]
- スカイサイクル[5]
- スカイパラシュート（高さ82m）[5]
- スカイジェット[5]
- スピントップ[5]
- ダブルフェイスコースター
- チェーンタワー
- ティーカップ
- バイキング[5]
- びっくりハウス[5]
- フライングカーペット[5]
- 豆自動車[5]
- ミステリーハウス(ミステリーの館)
- ミラーハウス[5]
- メリーゴーランド[5]（ハーヴェストウォーク内で現存）
- メルヘンの館
- ふわふわランド
- トルネードコースター505（全長505m、落差20m、最高時速65km）[5]
- エンタープライズ[5]
- ロックンロール[5]
- スリラーカー[5]
- ジャングルゾーン[5]
- キッズテラス
- チャイニーズオープンカフェランチ「好好」（ハオハオ）

おまつりイベント広場
- わしょくやたい（温かい日本そば、うどんなどを提供）
- カレーやたい（カレーライス類、米飯セットメニューなどを提供）
- ラーメンやたい（各種ラーメン類を提供）
- おまつりやたい（各種ドリンク、かき氷（夏季のみ）、温かいスープ、おでんなどを提供）
- おまつりショップ（マスコットキャラクター商品、文具類、ファンシー小物類などを販売）
- 特設中央ステージ（マスコットキャラクターのオリジナルショー、テレビキャラクターショーなどを開催）
- サンテラス・レストラン（軽食メニュー、喫茶営業、休憩所兼用）

アメリカンビレッジ
- スイミングプール（夏季のみ営業）
- ビリヤード場
- ボウリング場
- 卓球場
- ゲームセンター

※アトラクション、施設、企画:思川企画株式会社
※アトラクション建設・設置:三精輸送機、兼松
※施設リニューアル、エリアリニューアル：思川観光株式会社（※新生会社）
※出典：、、

## テーマソング
- 「おやま!あれま!」（通称「小山ゆうえんちの唄」） - 作詞：伊藤アキラ、作曲：キダ・タロー、歌：ABCこどもコーラス

このテーマソング曲は、園内BGMとしてラジカセでエントランス売店など各所で流されていた。また、ラジオ・テレビCMソングとしても採用され、時代や季節により歌詞や編曲が異なる数バージョンが存在するが、CMで流れるのは曲の一部でありナレーションや台詞と被るため、最初と最後のフレーズ以外は普及していない。
最後に作られた2003年バージョン（小山温泉 思川バージョン）の歌詞は長らく非公表であったが、2015年に小山ゆうえんち関係者（エーシー・エージェンシー代表）により公開された。
桜金造はこの曲をギャグの持ちネタのひとつにしていたが、小山ゆうえんち側が「宣伝になる」として依頼し、1990年3月から11月に開催した「スーパーチャイナランド」イベントのテレビCMに起用された。
この楽曲は、小山ゆうえんちの閉鎖後は日の目を見ることはなかったが、2009年発売の『伊藤アキラCMソング傑作選』、2010年発売の『キダ・タローのほんまにすべて』にそれぞれ収録され、立て続けにCD化されたことで再び聴けるようになった。

## マスコットキャラクター
旧.小山ゆうえんち(初代運営会社時代)のマスコットキャラクター
- 1980年（昭和55年）から1999年（平成11年）までの小山ゆうえんちには「レインボーランド 小山ゆうえんち」の愛称と共に5体のマスコットキャラクターが存在していた。彼ら5体は「小山ハッピーアニマルズ」のチーム名称があり、象のゾウのファントくん、イヌのパピーちゃん、コアラのニーラちゃん、ブタのブータン、ゴリラのリッキーくんで、彼らはそれぞれが意匠化され、園内各所のサインポールや看板類、遊戯物運転室に貼られていたダイカットステッカーなどにあしらわれていた。彼らは"着ぐるみ"も存在し、園内でグリーティングを行っていた。

新生.小山ゆうえんち(一時閉園後運営再開後)のマスコットキャラクター
- 2000年（平成12年）に新マスコットキャラクターの「ゆうき」と「きらら」（モチーフカラーがブルー色のうさぎが「ゆうき」でピンク色のうさぎが「きらら」）が登場すると「小山ハッピーアニマルズ」5体の存在は消滅した。2000年から2005年（平成17年）2月閉園までの約5年間は、新マスコットキャラクターのゆうきときららが園内に登場しグリーティングを行ったり、外部PRイベントに出演するとともに、園内で販売されていたオリジナルキャラクターグッズ類（定規、ボールペン、ノート類、お菓子類など）にプリントされていた。
- 小山ゆうえんちが閉鎖された2005年以降、「ゆうき」と「きらら」はおやまゆうえんハーヴェストウォークの季節イベントに不定期で出演していたが、定期的なキャラクターグリーティング等のイベントは行われていない。2009年以降に「ゆうき」と「きらら」はともに着ぐるみがリニューアルされ初代の造形を踏襲した物として新造された。
- また、横浜ドリームランドが閉鎖された2002年以降、同園で使用されていた着ぐるみの一部（ウサギ、パンダ、船長など）が小山ゆうえんちへ譲渡され、小山ゆうえんち園内のイベントステージに2003年まで「ゆうき」と「きらら」と共にショーなどに出演していた。

## 交通アクセス
鉄道・バス
- JR小山駅西口より
  - 営業当時

関東自動車「小山ゆうえんち」行きで終点下車
小山駅西循環バスで「小山ゆうえんち」下車
国際第一ホテル前より無料送迎バスを利用
  - 現在（2020年4月1日以降）

おーバス ハーヴェストウォーク線で「ハーヴェストウォーク」下車

自動車
- 無料駐車場あり

## グループ会社
- 株式会社小山ゆうえんち
- 思川観光株式会社
- 思川企画株式会社
- 東京エーシーエー株式会社
- ACエージェンシー株式会社
- 柿木工業株式会社
- 喜沢建設株式会社
- 有限会社柿木石油
- 思川産業株式会社
- 株式会社小山水族館

※出典：

## 不祥事・事故

### スペースマン転落死亡事故
1970年（昭和45年）5月1日 - 回転遊具スペースマン（宇宙人の意味）の乗用カゴから幼児が転落、カゴと地面との間で挟まるような形で全身を打ち死亡した。

### ジェットコースター衝突死亡事故
1971年（昭和46年）8月18日 - アルバイト従業員の高校生が、ジェットコースターの乗客が落とした財布を取ろうと線路内に入った際、高速で進入してきた4両編成のジェットコースターに衝突して死亡した。

### 回転ブランコ負傷事故
2003年（平成15年）10月13日 - 回転ブランコに乗客が乗り込み、運転者が始動スイッチを押したが動かなかったため、係員の指示で乗客を降ろしたところ、回転ブランコが突然動き出して乗客らに衝突、4人が重軽傷を負った。

## その他
- アニメ番組の提供クレジットには小山ゆうえんちではなく「小山遊園地」と表記されていた。
- 「秘密戦隊ゴレンジャー」第17話『むらさき色の遊園地！悪魔の墓場』で、ゴレンジャーと黒十字軍の戦闘シーンが小山遊園地（漢字表記）内で行われている。映像にはスリルハウスや観覧車などが映っている。
- 「忍者キャプター」第22話「お化け屋敷に風魔が出た！！」で、小山タワーや園内施設内での撮影に使用された。
- 1982年（昭和57年）6月11日放送の「宇宙刑事ギャバン」第12話『遊園地へ急行せよ! UFO少年大ピンチ』の回で、小山タワーや園内施設での撮影が多数行われている。"マクー空間"内にも園内施設の乗り物等が多数撮影されている。